# Алу гошт
Алу гошт (гінді आलू गोश्त, бенг. আলু গোশ্ত) — поширена страва типу м'ясного каррі, яке зазвичай вживають у Бангладеші та Індії. Частіше усього, для приготування алу гошту, використовується баранина та яловичина з соусом схожим на шорву.

## Походження назви
Назва походить від двух слів — алу та гошт, що в перекладі значить картопля та м'ясо.

## Приготування
Існують різні способи приготування алу гошт. Звичайний спосіб приготування цієї страви передбачає гасіння шматочків баранини або яловичини та картоплі на середньому вогні з різними спеціями.
Баранину або яловичину нарізають шматками і ставлять на вогонь у каструлю. Курку можна використовувати як альтернативу баранині або яловичині. Помідори разом із корицею, лавровим листом, імбиром, часником, порошком червоного чилі, насінням кмину, смаженою цибулею, чорним кардамоном, гарам масалу та олію додають у страву і перемішують. Після чого, змішують картоплю і сіль. Потім, додають воду в пропорціях, щоб покрити м'ясо, і доводять до кипіння . Алу гошт накривають кришкою і залишають тушкуватися, поки м'ясо не стане м'яким. Після готовності його можна прикрасити нарізаним листям коріандри і подавати гарячим.